# Кейв-Сіті (Кентуккі)
Кейв-Сіті (англ. Cave City) — місто (англ. city) в США, в окрузі Беррен штату Кентуккі. Населення — 2356 осіб (2020).

## Географія
Кейв-Сіті розташований за координатами 37°8′42″ пн. ш. 85°58′2″ зх. д. / 37.14500° пн. ш. 85.96722° зх. д. (37.145040, -85.967301).  За даними Бюро перепису населення США в 2010 році місто мало площу 11,40 км², з яких 11,35 км² — суходіл та 0,05 км² — водойми.

## Демографія
Згідно з переписом 2010 року, у місті мешкало 2240 осіб у 997 домогосподарствах у складі 612 родин. Густота населення становила 196 осіб/км².  Було 1127 помешкань (99/км²).
Расовий склад населення:
| - 89,7 % — білих - 5,3 % — чорних або афроамериканців - 0,8 % — корінних американців - 0,4 % — азіатів - 1,7 % — осіб інших рас |

До двох чи більше рас належало 2,1 %. Частка іспаномовних становила 3,0 % від усіх жителів.
За віковим діапазоном населення розподілялося таким чином: 23,1 % — особи молодші 18 років, 60,5 % — особи у віці 18—64 років, 16,4 % — особи у віці 65 років та старші. Медіана віку мешканця становила 39,7 року. На 100 осіб жіночої статі у місті припадало 90,0 чоловіків;  на 100 жінок у віці від 18 років та старших — 84,4 чоловіків також старших 18 років.
Середній дохід на одне домашнє господарство  становив 42 704 долари США (медіана — 29 821), а середній дохід на одну сім'ю — 51 537 доларів (медіана — 40 268). Медіана доходів становила 33 462 долари для чоловіків та 23 767 доларів для жінок. За межею бідності перебувало 28,0 % осіб, у тому числі 31,8 % дітей у віці до 18 років та 34,8 % осіб у віці 65 років та старших.
Цивільне працевлаштоване населення становило 950 осіб. Основні галузі зайнятості: виробництво — 24,4 %, освіта, охорона здоров'я та соціальна допомога — 16,4 %, роздрібна торгівля — 14,0 %.